# نيكولاس دوشيز
نيكولاس دوشيز (بالفرنسية: Nicolas Douchez)‏ (مواليد 22 أبريل 1980 في روسني سوس بويس - فرنسا) هو حارس مرمى كرة قدم فرنسي يلعب حاليا لصالح نادي لانس الفرنسي في الدرجة الثانية منذ 2016. قيل ذلك كان يلعب لصالح رين منذ 2008.

## روابط خارجية
- نيكولاس دوشيز على موقع الاتحاد الأوربي (الإنجليزية)
- نيكولاس دوشيز على موقع قاعدة بيانات كرة القدم.إي يو (الإنجليزية)
- نيكولاس دوشيز على موقع ليكيب (الفرنسية)
- نيكولاس دوشيز على موقع Soccerway.com (الإنجليزية)
- نيكولاس دوشيز على موقع عالم كرة القدم.نت (الإنجليزية)
- نيكولاس دوشيز على موقع كووورة
- نيكولاس دوشيز على موقع AS.com (الإسبانية)